# ボルゴメッツァヴァッレ
ボルゴメッツァヴァッレ（伊: Borgomezzavalle）は、イタリア共和国ピエモンテ州ヴェルバーノ・クジオ・オッソラ県にある、人口約300人の基礎自治体（コムーネ）。
コムーネ統廃合 (it:Fusione di comuni italiani) により、セッピアーナとヴィガネッラが合併して2016年1月1日に発足した。

## 地理

### 位置・広がり

#### 隣接コムーネ
隣接するコムーネは以下の通り。
- アントローナ・スキエランコ
- カラスカ＝カスティリオーネ
- モンテスケーノ
- パッランツェーノ
- ヴィッラドッソラ